# 河原成幸
河原 成幸（かわはら しげゆき、1992年12月28日 - ）は、日本のプロレスラー。北都プロレス所属。北海道出身。

## 来歴
幼少期にWWEを観てプロレスラーを志す。
2012年2月、北海道のプロレス団体北都プロレスに入門。
同年12月4日、北都プロレスターミナルプラザことにパトス大会における対池田昌樹戦でデビュー。
2015年3月、北都プロレスタッグトーナメントにて師匠大矢剛功とのタッグで優勝。
2016年から、アメリカ合衆国テキサス州サンアントニオにある、船木勝一が主宰するFUNAKI DOJOに長期遠征を始める。
2017年、テキサス州オースティンのACWにてUnder30王座を獲得。これが自身初のタイトルとなる。
同年8月、アメリカでの試合中に左脚前十字靭帯を断裂。帰国後再建手術の為長期欠場に入る。
2018年6月に復帰。
2019年10月から北都プロレス所属のまま東京に主戦場を移す。
2021年11月、グルクンマスクを破り第7代HWCチャンピオンとなる。
2022年7月18日、クラウドファンディングで札幌ドームでのイベントを主催。同月末をもって北都プロレス退団の後に休業ししばらく海外に行くことを発表。
2025年、帰国。北都プロレスに戻りマーケティング部マネージャーに就任。怪我のため選手復帰は未定。

## 得意技
ドロップキック
両膝を折り畳むようにジャンプして鋭く突き出した両足の裏で相手の胸板を蹴り飛ばす。
ランニング・ニー
膝を突き出すように片足を折り畳み、相手の顔面や胸板を片膝で蹴り飛ばす。
スワントーン・ボム
マット上で倒れている相手に対して、尻餅をつくようにジャンプして自らの背面や臀部を浴びせかける。
ハーフハッチスープレックス

## 人物
- デビュー戦までの模様が、北海道放送のグッチーの今日ドキッ!（現今日ドキッ!）にて放送された。
- NHKドキュメント72時間のドキュメンタリー番組にて北都プロレスが紹介され巡業の模様が放送された。
- 札幌テレビ放送の熱烈!ホットサンド!にギャラクシアンなるペイントキャラクターで度々出演している。
- WWEのWWE・ロウ、スマックダウンにエキストラタレントとして参加。

## 入場曲
- marimba